# Ctenochaetus truncatus

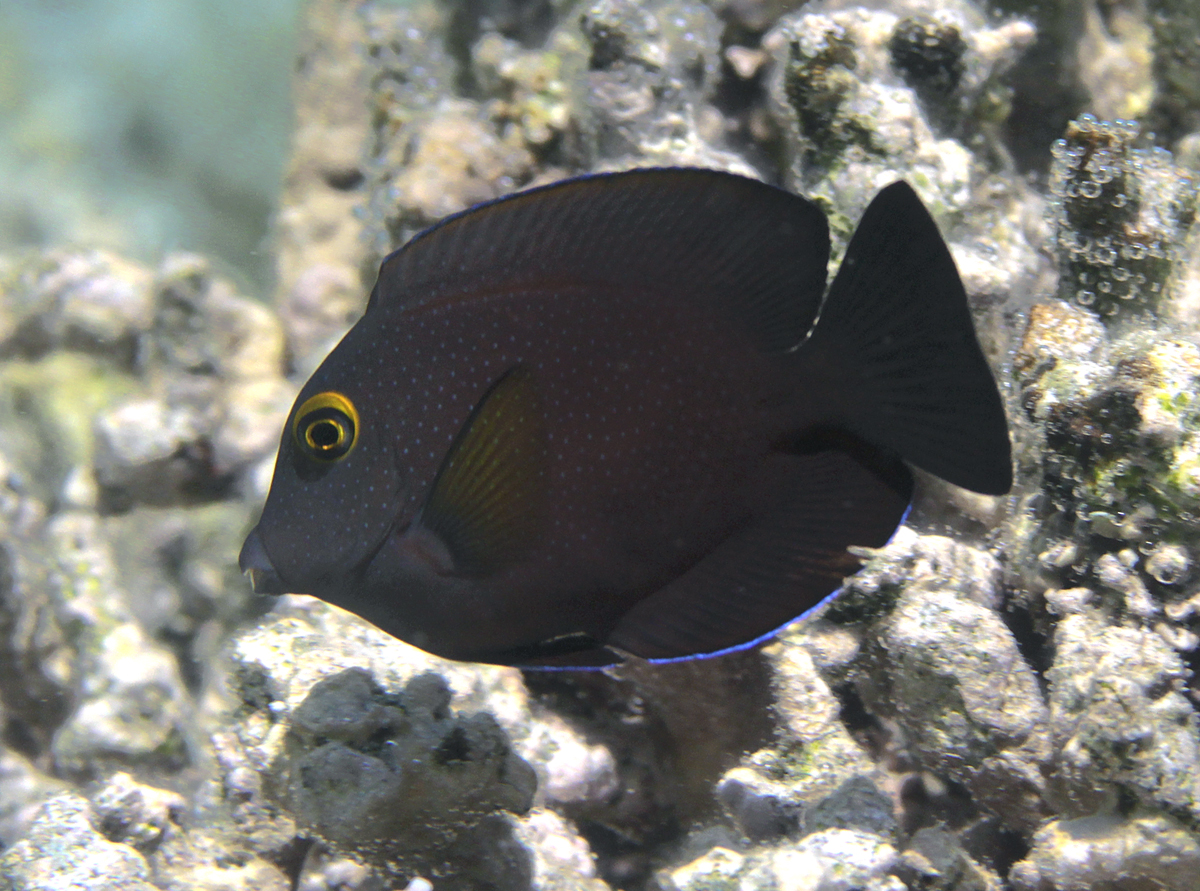
Ejemplar joven en Reunión, ya con librea adulta.

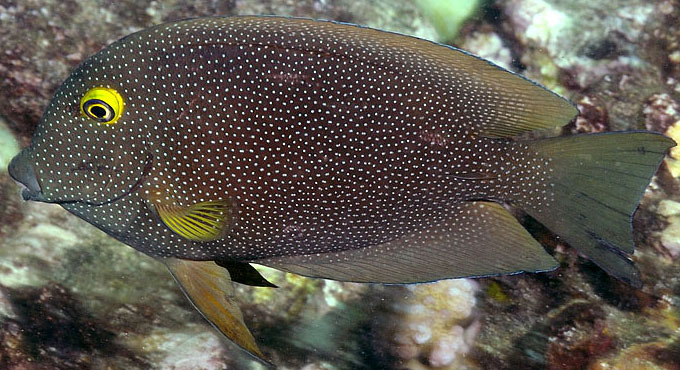
Ejemplar adulto en Reunión.

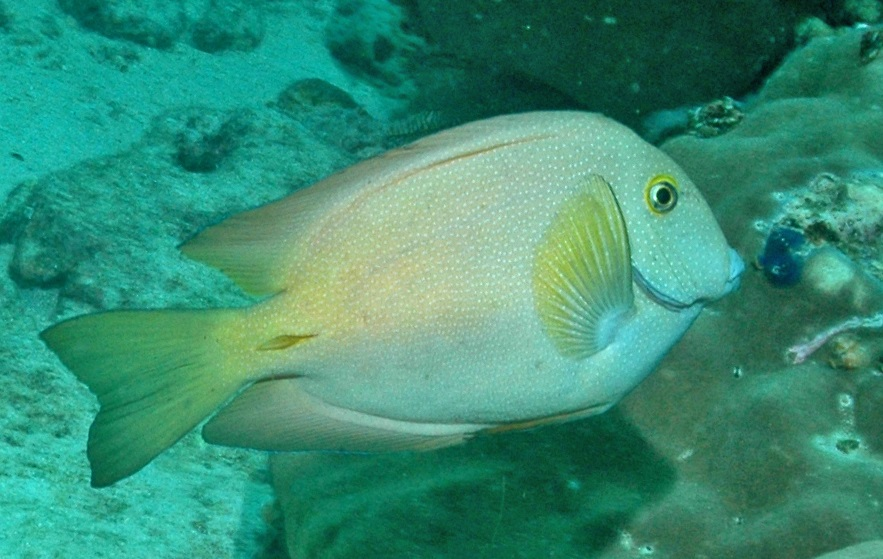
Ejemplar adulto en Banda Aceh, Indonesia.

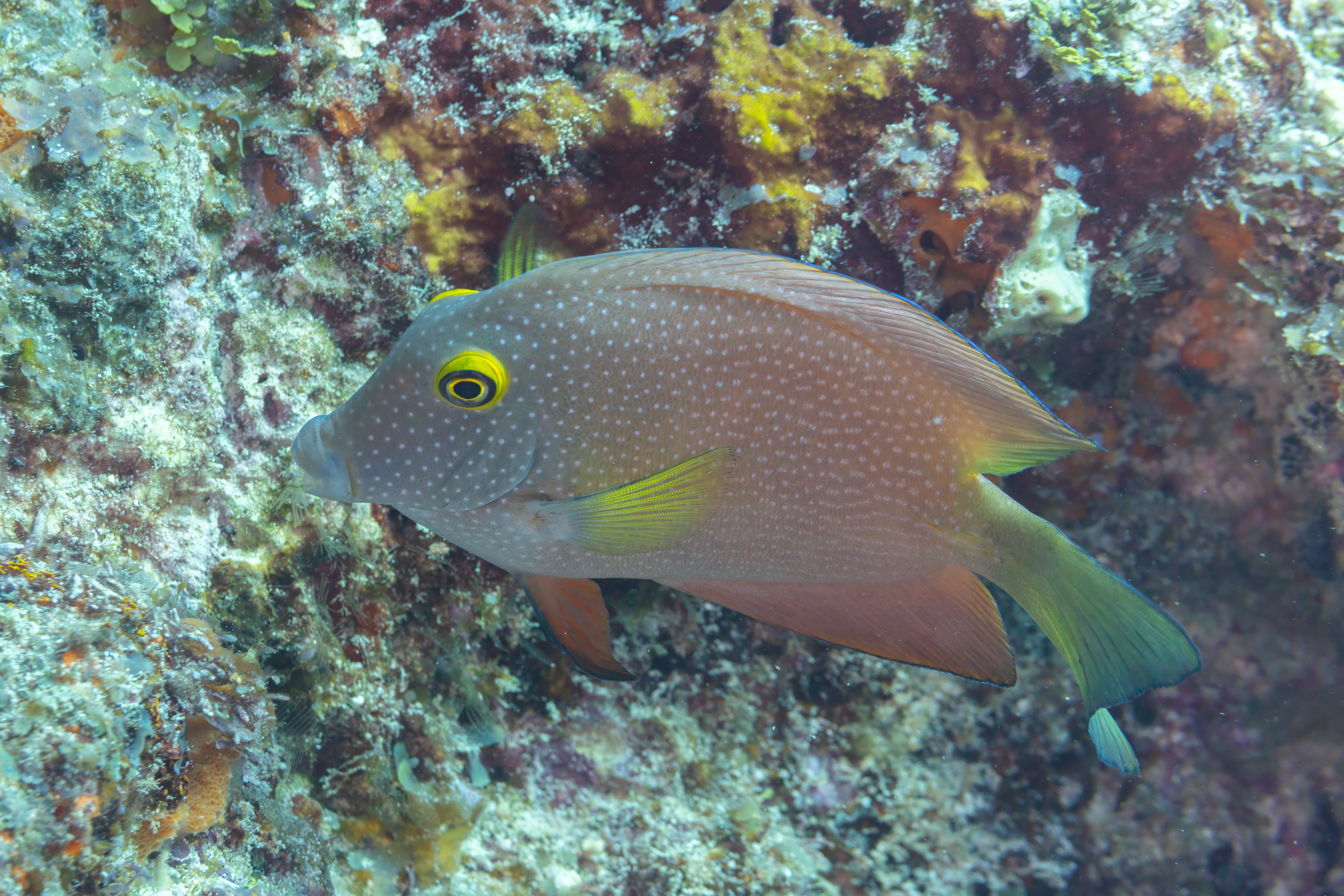
Ctenochaetus truncatus en Zanzíbar (Tanzania).

El Ctenochaetus truncatus es una especie de pez cirujano del género Ctenochaetus, encuadrado en la familia Acanthuridae. Es un pez marino del orden Perciformes, ampliamente distribuido por el océano Índico, y común en parte de su rango. Su nombre más común en inglés es Indian gold-ring bristle-tooth, o diente-de-cerda indio de anillo-dorado, por su distribución y el anillo amarillo que rodea el ojo.

## Morfología
Tiene el cuerpo en forma oval, comprimido lateralmente. La boca es pequeña, protráctil y situada en la parte baja de la cabeza. Los juveniles son más redondeados de forma.
El color base de los adultos es de marrón anaranjado a marrón oscuro, con un moteado de puntos muy pequeños, de color azul a amarillo, que recubren todo el cuerpo y la cabeza. La aleta caudal es truncada y verdosa en los adultos, y recta en los juveniles, siendo estos últimos de color amarillo vívido en su totalidad. Las aletas pectorales son amarillas y las pélvicas anaranjadas.
Tiene 8 espinas dorsales, de 25 a 27 radios blandos dorsales, 3 espinas anales y de 23 a 25 radios blandos anales. Cuenta con una placa a cada lado del pedúnculo caudal, que alberga una pequeña espina defensiva.
Puede alcanzar una talla máxima de 16 cm.

## Hábitat y modo de vida
Especie asociada a arrecifes, habita aguas soleadas en crestas y laderas de arrecifes interiores protegidos. Normalmente entre grandes corales.
Su rango de profundidad oscila entre 1 y 21 m.
Suele ocurrir solitario y en pequeños grupos.

## Distribución
Se distribuye en el océano Índico, desde la costa este africana hasta isla Navidad y las Cocos. Es especie nativa de Birmania; Cocos (Keeling); Comoros; India (Andaman Is., Nicobar Is.); Indonesia; Kenia; Madagascar; Malasia; Maldivas; Mauritius; Mayotte; Mozambique; isla Navidad; Omán; Reunión; Seychelles; Somalia; Sri Lanka; Sudáfrica; Tanzania y Tailandia.

## Alimentación
Las especies del género baten la arena o el sustrato rocoso con los dientes, y utilizan la succión para extraer los detritus, que consisten en diatomeas, pequeños fragmentos de algas, materia orgánica y sedimentos finos inorgánicos. Cuentan con un estómago de paredes gruesas, lo que implica una característica significante en su ecología nutricional.

## Reproducción
Aunque no se dispone de información específica sobre su reproducción, como todas las especies del género, son dioicos, de fertilización externa y desovadores pelágicos. No cuidan a sus crías.